# Карниз

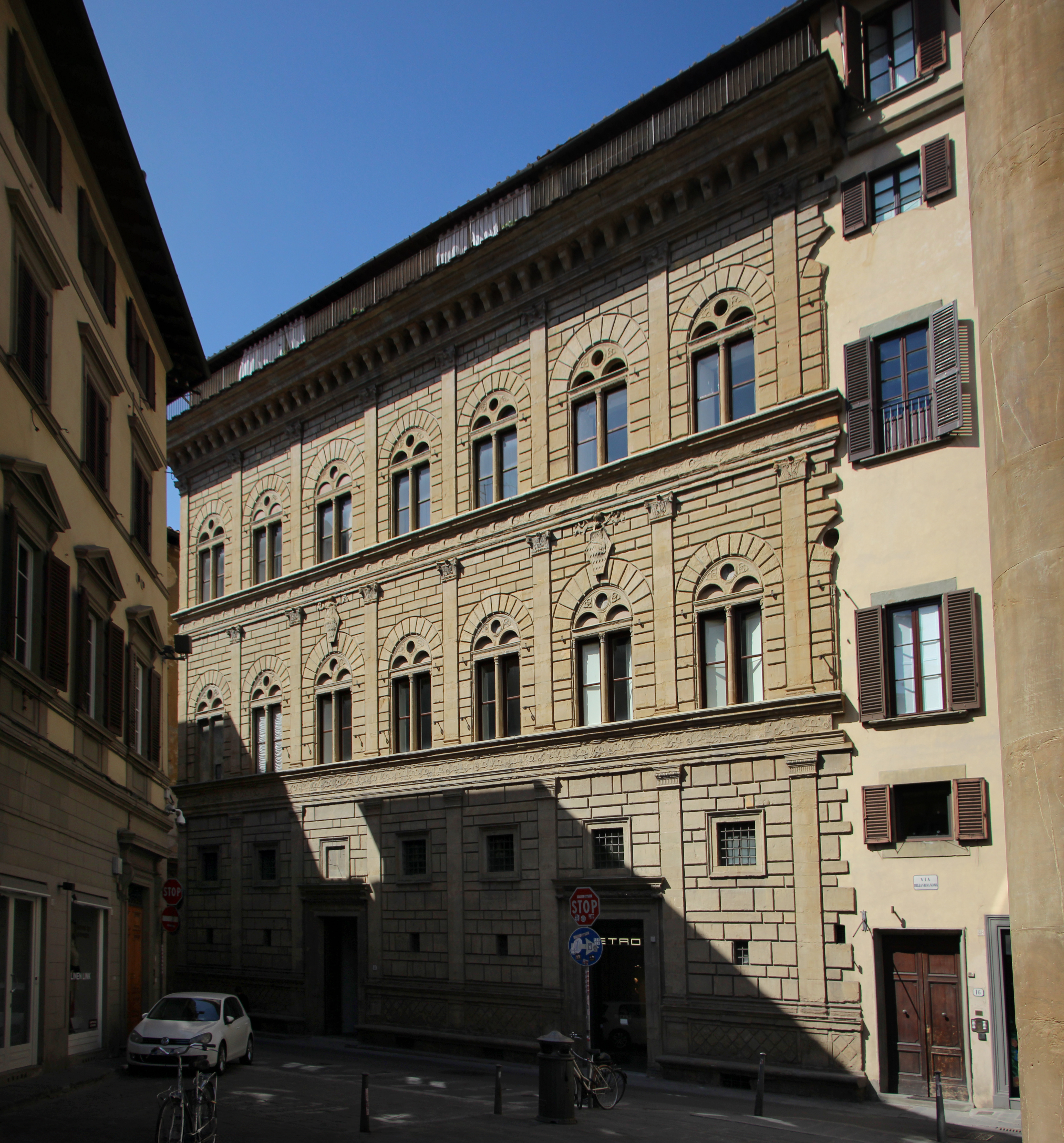
Палаццо Ручеллаи во Флоренции с венчающим карнизом и тремя гуртами: нижний завершает цоколь, два средних отделяют друг от друга ярусы фасада

Карни́з (от греч. κορωνίς — загнутый, итал. cornice — рамка, обрамление) — венчающая часть здания, выступ, край кровли.

## История
Древние греки словом κορωνίς называли загнутый конец лука для стрельбы, нос (ростру) корабля. У римлян слово coronare имело множество значений, среди которых: завершать, окаймлять, опоясывать, увенчивать (отсюда: корона).
В ордерной архитектуре карниз — венчающая часть антаблемента, находящаяся над архитравом и фризом. Греческое название — гейсон. Ордерный карниз выступает вперёд и нависает над остальными частями антаблемента и плоскостью стены с оконными проёмами, защищая их от дождя и, в южных странах, от яркого солнца. Конструктивный характер карниза определяется его выносом, поэтому его основой  является выносная плита. Нижняя часть выносной плиты снабжена прямоугольными выступами — мутулами. Выступ, не имеющий композиционной венчающей и утилитарной защитной функции, но проходящий горизонтально в середине фасада здания называть карнизом неверно. Такие выступы имеют не конструктивный, а зрительный, тектонический смысл и именуются тягами или гуртами.
Происхождение карниза связано с деревянной конструкцией жилищ крито-микенской эпохи. В древних мегаронах края кровли опирались непосредственно на столбы, отстоящие от наружных глинобитных стен, защищая их от стока дождевой воды, а людей — от палящего солнца. Эта особенность определяла так называемый вынос карниза. В дальнейшем, при переходе от деревянной архитектуры к каменной, деревянные столбы заменяли колоннами и защитную функцию переняли колоннады и портики . Сильно выступающие карнизы на деревянных консолях до настоящего времени определяют неповторимый силуэт зданий Флоренции, Рима, Неаполя. В традиционной архитектуре Китая и странах Юго-Восточной Азии с дождливым климатом использовали сильно выступающие изогнутые края кровли — доугуны.
В классической архитектуре карниз приобрёл значение архитектурного образа кровли, навершия, завершения здания и несущих конструкций перекрытия, одной из трёх частей ордерного антаблемента, наряду с архитравом и фризом. Его роль в композиции здания столь значительна, что даже в астилярном ордере (ордере стены без колонн и пилястр) карниз обязателен. Существует мнение, что большинство сооружений модернистской архитектуры содержат серьёзный архитектурный изъян, который заключается в отсутствии тектонического обозначения верха и низа: цоколем и карнизом здания.
Архитектурная деталь в виде небольшого карниза или карниза с треугольным либо лучковым фронтоном  над оконным, дверным проёмом или нишей называется сандриком. Небольшие козырьки - бриз-солей (фр. brise — ветерок и soleil — солнце). В интерьере классической архитектуры карнизы отделяют вертикальные плоскости стен от падуг, сводов, плафонов. Для обозначения профилированного карниза старинной архитектуры иногда используют устаревший термин: гзимс, или гзымс (через польск. из нем. Gesims). 
Карнизы используют в мебели, где они играют не тектоническую роль, а превращаются в художественные тропы: метафоры и литоты, уподобляя композицию предмета малому архитектоническому сооружению, придавая тем самым ему монументальность и значительность в интерьере классической архитектуры.